# Młodziejewice
Młodziejewice (prononciation : [mwɔd͡ʑejɛˈvit͡sɛ]) est un village polonais de la gmina de Strzałkowo dans le powiat de Słupca de la voïvodie de Grande-Pologne dans le centre-ouest de la Pologne.
Il se situe à environ 8 kilomètres au sud-ouest de Strzałkowo (siège de la gmina), à 11 kilomètres à l'ouest de Słupca (siège du powiat) et à 56 kilomètres à l'est de Poznań (capitale régionale).

## Histoire
De 1975 à 1998, le village faisait partie du territoire de la voïvodie de Konin.

Depuis 1999, Młodziejewice est situé dans la voïvodie de Grande-Pologne.